# Jan Guszkiewicz
Jan Guszkiewicz (ur. prawdopodobnie 31 sierpnia 1821 w Krościenku nad Dunajcem, zm. po 1876 w Krakowie) – polski duchowny katolicki, kapelan 4 Galicyjskiego Pułku Ułanów, jeden z pierwszych tłumaczy Boskiej komedii Dantego na język polski, autor książek historycznych.

## Życiorys
Jan Guszkiewicz był synem Tomasza Guszkiewicza (1764–1857), burmistrza Krościenka nad Dunajcem, i Ewy z domu Wójcik (1791–1849), małżeństwa zawartego w 1813 roku.
W wieku 14 lat podjął naukę w Kolegium Pijarów w Podolińcu, gdzie uczył się przez 2 lata (1835–1836). Został wyświęcony w 1848 roku w Tarnowie.
W czasie, gdy proboszczem w parafii św. Jakuba w Tuchowie był ks. Stanisław Zabierzewski, Jan Guszkiewicz pracował w tej parafii jako wikary (w latach 1848–1850). Od 1850 roku był wikarym w Nowym Wiśniczu, a w 1852 roku pracował jako ksiądz kooperator w parafii św. Mikołaja Biskupa w Brzozowej w diecezji tarnowskiej. Pracował również w Choczni. W 1859 roku był wikarym w Mielcu. W latach około 1850–1860 używał imienia Jan Kanty.
Po 1859 roku został kapelanem 4 Galicyjskiego Pułku Ułanów, z którym podróżował po wielu zakątkach Cesarstwa Austriackiego. W tym czasie zajął się tłumaczeniem Boskiej komedii Dantego Alighieri. Później, w latach 60. XIX wieku, napisał dwie książki historyczne.
Był inwalidą wojennym.

## Twórczość
W czasie, gdy pracował jako wikary w parafii w Tuchowie, opracował na polecenie Ordynariatu Tarnowskiego listę kapłanów parafii, „Elenchus Cleri Tuch.” i napisał krótką historię parafii tuchowskiej.
W latach 1861–1864 podjął próbę tłumaczenia Boskiej komedii, które spisał w 3 tomach. Przekładowi temu nadał tytuł: „Wieśnianka Dantego Alidżeri Florenczanina”. Jak pisze Anna Pifko:

[język tłumaczenia] ... zdaje się odzwierciedlać upodobanie autora do słowiańskiej kultury i terminologii (...) Można przypuszczać, że „spolszczając” tytuł poematu, Guszkiewicz sięgnął do etymologii ludowej, która słowo „komedia” łączy z „κῶμη” („wieś”). Trzytomowy rękopis jest wykonany bardzo starannie na tekturowym papierze formatu 19x13,5 cm (in 12°). Z badawczego punktu widzenia najbardziej interesująco przedstawia się tom pierwszy, w którym kaligrafowany tekst Piekła został uzupełniony o pięć rysunków piórkiem inspirowanych rycinami pojawiającymi się we włoskich XIX-wiecznych edycjach poematu, wykonanych najprawdopodobniej przez samego ks. Guszkiewicza (wskazuje na to podpis „XG”). W Czyśćcu i Raju pojawiają się jedynie ozdobne inicjały pierwszych pieśni. We wszystkich trzech tomach znajdujemy jednak niezapisane strony, które pozwalają przypuszczać, że tekst miał zostać wzbogacony o kolejne rysunki i schematy.

Rękopis ten jest własnością Zakładu Narodowego im. Ossolińskich we Wrocławiu.
W 1875 roku została wydana jego książka „Słowo o praojcach”. Książka ta już w 1876 roku doczekała się recenzji o treści: 

Autor ożywiony najlepszymi chęciami i gorącym patrjotyzmem, podjął w książce pracę zbyt trudną, by zupełnie jej zadość uczynić. Usiłuje odsłonić zamierzchłe dzieje Słowian i Polski, co mimo, jak mówimy, najlepszych chęci, nie udaje się. Śmiałe kombinacje i porównania, tudzież liczne cytaty, które świadczą o niezmordowanej pracy, nie wiodą do celu założonego. Wielu zacnych zaszczytnie na polu dziejów ojczystych, podejmowało pracę podobną, a jednak nie dali, gdyż dać nie mogli jasnego poglądu na te czasy zamierzchłe. Rażąca jest w dziele tem pisownia dowolna: autor pisze wzhód zamiast wschód, boganizm zamiast poganizm, i wiele innych dziwactw językowych, dziś stanowczo wyrzuconych z książkowego języka, znajduje się tutaj.

Ostatnia znana książka Guszkiewicza to wydana w 1876 roku „Czasomiar (o czasie narodzenia i śmierci Chrystusa pana)”. Na końcu rękopisu tej książki jest notka: Zkończyłem w Kesthelu nad jeziorem Błotnem na Węgrzech, dnia 31 lipca 1865 r., ks. Jan Guszkiewicz. W książce tej autor zakłada, że świat został stworzony przez Boga w roku 3980 p.n.e.

## Odznaczenia
- Złoty Krzyż Zasługi dla Duchownych Wojskowych (potoczne zwany „Krzyżem Piis Meritis”)
- Krzyż Kawalerski Orderu Królewskiego Korony

## Życie rodzinne
Jan Guszkiewicz miał co najmniej czworo rodzeństwa, byli to:
- Wojciech (1814–po 1834)[15][16]
- Ewa (1818–1821)[17][18]
- Franciszek (1820–1820)[19][20]
- Jan Kanty (1823–1857)[21][22]. Jan Kanty ożenił się w 1847 roku z Anną Zabrzeską (~1826–1892)[23], z którą miał co najmniej troje dzieci: Antoniego (1851–po 1877), Teklę (1853–po 1875) i Wiktorię (1856–1858).

## Epitafium
Jan Guszkiewicz ufundował na wewnętrznej, południowej ścianie nawy głównej kościoła Wszystkich Świętych w Krościenku nad Dunajcem tablicę epitafijną ku czci swoich rodziców. Na tablicy tej napisał więcej o sobie niż o nich:

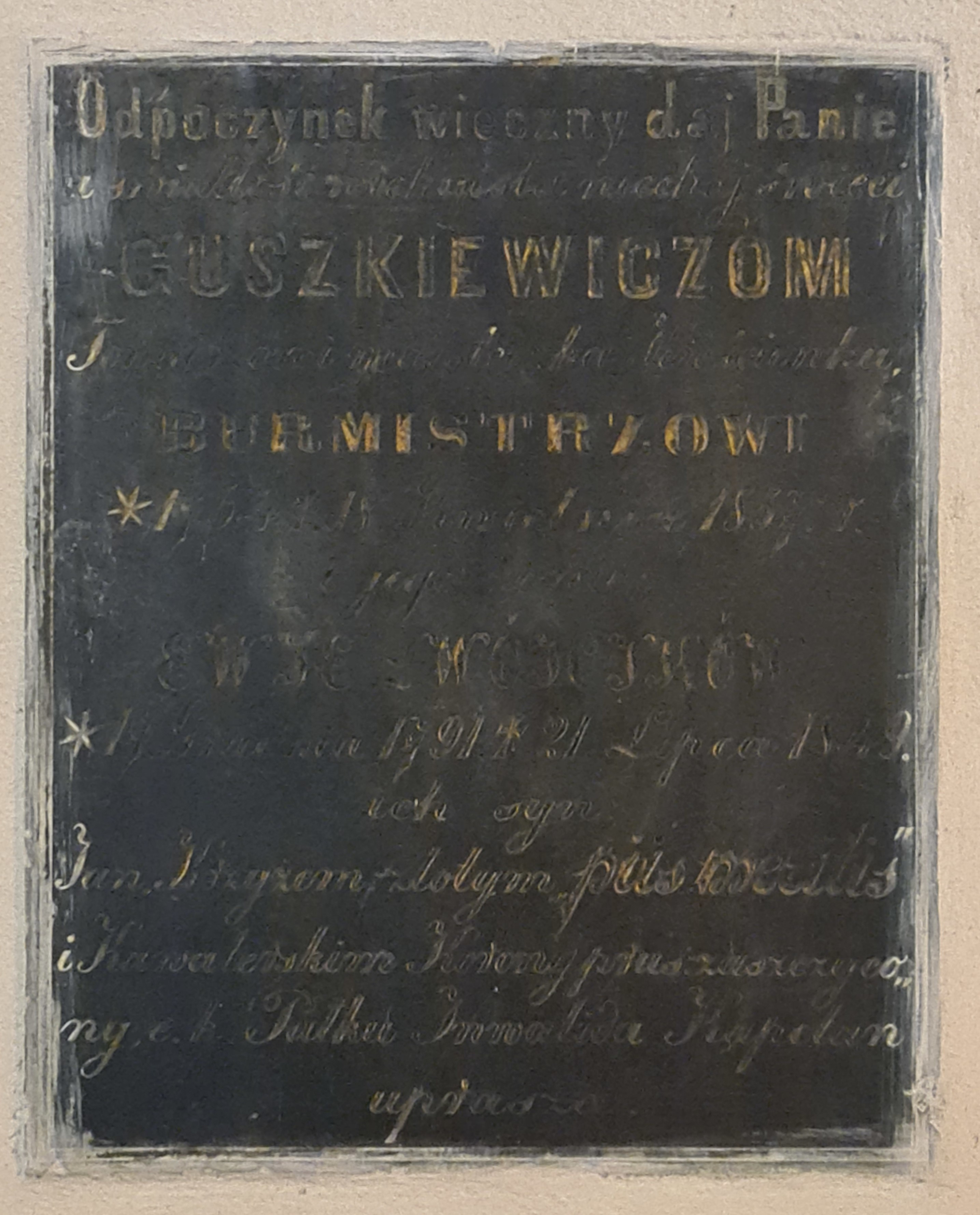
Tablica epitafijna ku czci Tomasza i Ewy Guszkiewiczów ufundowana przez Jana Guszkiewicza

| Odpoczynek wieczny daj Panie a światłość wiekuista niechaj świeci GUSZKIEWICZOM Tomaszowi miasteczka Krościenka BURMISTRZOWI ∗ 1764 †.18.Kwietnia 1857 r. i jego żonie EWIE z WÓJCIKÓW ∗ 17.Grudnia 1791. † 21. Lipca 1849. ich syn: Jan. Krzyżem: złotym „piis meriti” i Kawalerskim Korony prus. zaszczyco ny, c.k. Pułku Inwalida Kapelan uprasza. |